# Gneo Cornelio Cinna Magno
Gneo Cornelio Cinna Magno (in latino: Gnaeus Cornelius Cinna Magnus; fl. 44 a.C.-5 d.C.) è stato un politico romano.
Più semplicemente noto come Cornelio Cinna, da non confondersi con Lucio Cornelio Cinna, console nell'87 a.C., fu un console, figlio di Lucio Cornelio Cinna, pretore nel 44 a.C.
Cornelio Cinna viene ricordato dalla storiografia ufficiale per essersi distinto, nelle prime fasi dell'ascesa al potere di Augusto, schierandosi nelle file degli assassini di Giulio Cesare - la madre Pompea era infatti figlia di Pompeo Magno - e in particolare militando fra i rivoltosi guidati da Sesto Pompeo, sconfitto poi dal futuro Augusto.
Questa militanza anti-ottavianea va però valutata criticamente sul piano storiografico, in considerazione del ruolo svolto successivamente da Cinna nel corso del principato augusteo. In ragione della politica di integrazione imposta da Augusto nei confronti dei suoi avversari politici, Cinna divenne uno degli esponenti dell'aristocrazia più vicini al principe.
Nel 4 d.C., tuttavia (ma secondo altre fonti, in anni precedenti), venne alla luce un piano eversivo elaborato da costui contro Augusto; ottenuta però una piena confessione, il principe preferì, su consiglio della moglie Livia, accordare il perdono al congiurato, che l'anno dopo (5) venne perfino eletto al consolato. 
Si trattò quindi di una congiura sui generis: secondo altre ricostruzioni, essa in realtà fu parte di un piano, elaborato da Augusto stesso con l'accordo di Cinna, per consolidare attorno a sé il consenso dell'aristocrazia e permettere il varo di alcune riforme necessarie per limitare la libertà elettorale dei comizi centuriati.